# Prosopocera unicolor
Prosopocera unicolor là một loài bọ cánh cứng trong họ Cerambycidae.